# Districtul Başmakçı
Başmakçı este o unitate administrativ-teritorială de gradul II (district) în provincia Afyonkarahisar din Turcia. Ocupă o suprafață de 443 km² iar la recensământul din 2007 înregistra o populație de 11.329 locuitori. Reședința districtului este orașul omonim.